# Adriaan Oudenbosch
De benedictijnermonnik Adriaan Oudenbosch (Latijn: Adrianus de Veteribusco) (Oudenbosch, vóór 1425 – Luik, 1482) was een kroniekschrijver in het prinsbisdom Luik.

## Levensloop
Oudenbosch trad in 1440 toe tot de Sint-Laurentiusabdij van Luik, waar hij cantor, bibliothecaris en cellarius werd. Ten vroegste in 1467 was hij biechtvader van Guy de Humbercourt, de harde luitenant van Karel de Stoute die stadhouder van Luik zou worden. In 1468 bekwam Oudenbosch van de hertog dat de Laurentiusabdij gespaard werd van de verwoesting waaraan de Vurige Stede werd overgeleverd. Het volgende jaar ging hij met Humbercourt naar Gent. Als intimus vernam Oudenbosch veel gebeurtenissen uit eerste hand. Ten laatste in juni 1472 was Oudenbosch terug in zijn abdij, waar hij in 1482 stierf.

## Werk
Van Oudenbosch' hand is een geschiedenis van de translatie van de Sint-Pieterskerk te Incourt naar de Sint-Jacobskerk van Leuven. Waarschijnlijk nam hij ze over.
Zijn hoofdwerk is het vervolg van Jean de Stavelots kroniek over de Luikse prins-bisschoppen. Helder en gedetailleerd schreef Oudenbosch over de periode 1429-1482 onder Jan van Heinsberg en Lodewijk van Bourbon. Over de Luikse gebeurtenissen hield hij ook een soort dagboek bij tot 1468.
In 1723 gaf abdijbibliothecaris Célestin Lombard vijftien werken van Oudenbosch op, waarvan om onbekende redenen weinig is overgeleverd.

## Publicaties (selectie)
- Brevis historia collegiatae Sancti Petri Eyncurtensis ecclesiae ad Lovaniensem Sancti Jacobi parochialem ecclesiam translatae, ca. 1470
- Chronicon rerum Leodiensium sub Johanne Heinsbergio et Ludovico Borbonio episcopis, ca. 1468-1482
- Continuatio Chronici Sancti Laurentii Leodiensis monasterii. Historia monasterii Sancti Laurentii Leodiensis
- Diarium

## Voetnoten
1. ↑  Ursmer Berlière, Mélanges d'histoire bénédictine, vol. 1, p. 87-93

- Gemeinsame Normdatei: 104239743
- Virtual International Authority File: 5360444
- WorldCat: E39PCjvQqVrq36wPqyJ8HHTyV3